# Joint Base San Antonio
| Sigillet för Joint Base San Antoniooch administrationsbyggnaden på Randolph Air Force Base.  |  | Sigillet för Joint Base San Antoniooch administrationsbyggnaden på Randolph Air Force Base. |
| Sigillet för Joint Base San Antonio och administrationsbyggnaden på Randolph Air Force Base. |  |                                                                                             |

Joint Base San Antonio (förkortning: JBSA) är en militär anläggning tillhörande USA:s försvarsdepartement kring San Antonio i Texas, USA.
JBSA skapades 9 november 2005 i och med att USA:s president George W. Bush genom att underteckna kongressens lagförslag som godtog rekommendationerna från 2005 års Base Realignment and Closure Commission att tre baser kring San Antonio borde konsolideras till en försvarsgrensövergripande enhet. Sedan oktober 2010 förvaltas infrastrukturen för tre tidigare baser, varav två flygvapenbaser och en armébas, som en gemensam enhet av flygvapnets 502d Air Base Wing.
Joint Base San Antonio är en av de största militära anläggningarna i USA:s militär och har årligen över 138 000 studerande vid dess utbildningsinstitutioner, fler landningsbanor i drift än vid någon annan militärflygplats samt det största militärsjukhuset i USA.

## Fort Sam Houston (JBSA-Fort Sam Houston)

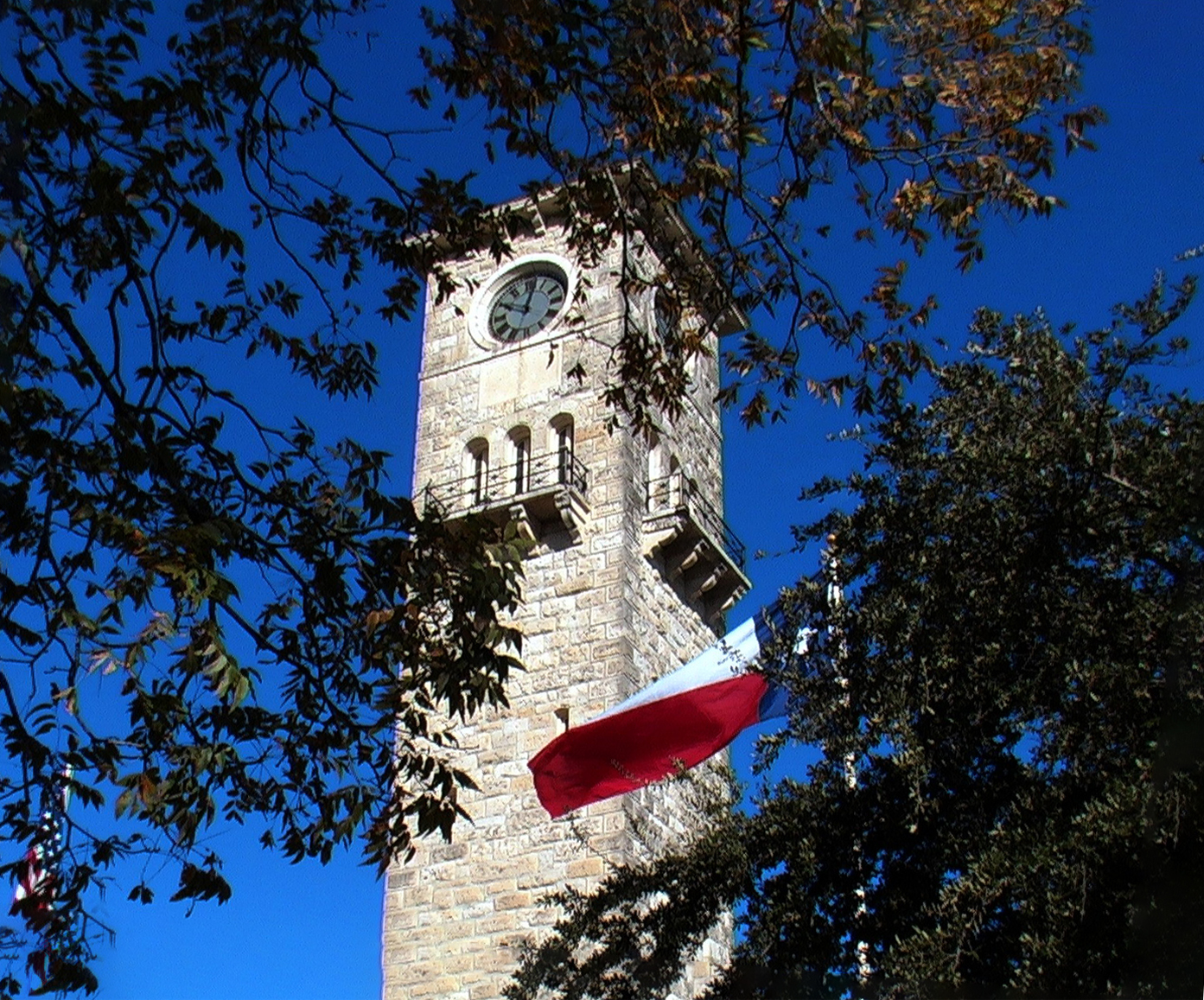
Klocktornet från 1876.

Fort Sam Houston (29°27′27″N 98°26′22″V / 29.457386°N 98.4395599°V) byggdes under 1870-talet och är en av de äldsta anläggningarna i USA:s armé som kvarstår i aktiv tjänst. Basen är sedan 1890 namngiven efter Sam Houston som var Republiken Texas president (1836–1838 och 1841–1844), därefter som federal senator för Texas (1846–1859) och som Texas guvernör (1859–1861). Sedan 1975 är den upptagen i National Register of Historic Places och som en National Historic Landmark.
På Fort Houston finns högkvarteren för United States Army North, som är armékomponenten till United States Northern Command samt United States Army South, som är armékomponent till United States Southern Command. En annan arméfunktion är högkvarteret för United States Army Medical Command, som organiserar arméns olika sjukvårdsenheter. Här finns även Medical Education and Training Campus som utbildar samtliga krigssjukvårdare för armén, flottan och flygvapnet samt United States Army Medical Department Center and School som ansvara för all annan militärmedicinsk utbildning.  

## Lackland Air Force Base (JBSA-Lackland)

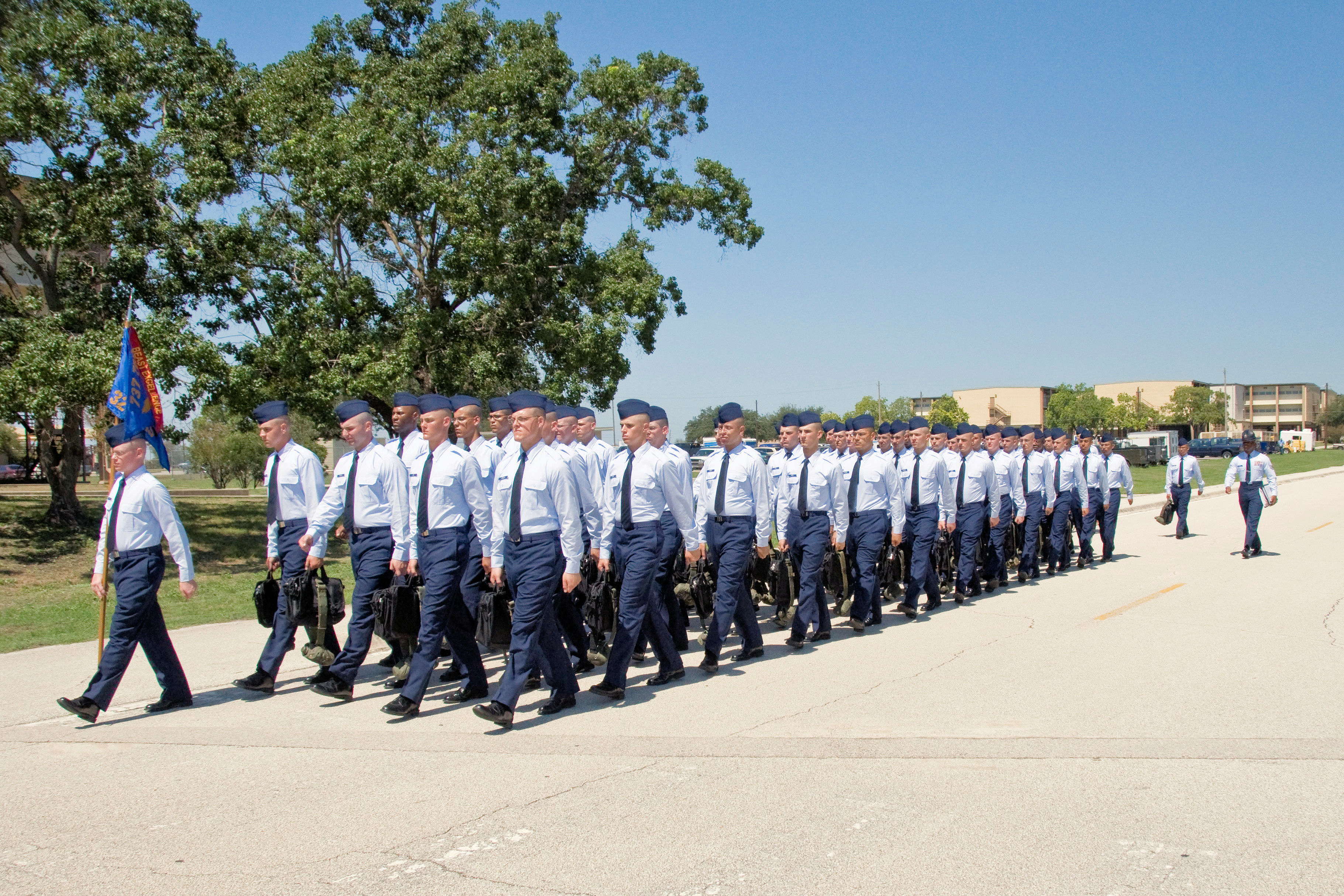
Rekryter i flygvapnet marscherar i formation.

Lackland Air Force Base är en amerikansk militärflygplats (IATA: SKF, ICAO: KSKF, FAA LID: SKF) belägen i Bexar County (29°23′17″N 98°37′15″V / 29.3880°N 98.6207°V). 
På basen finns Air Force Security Forces Center samt 37th Training Wing som ombesörjer all rekrytutbildning för meniga i USA:s flygvapen och USA:s rymdstyrka. På Lackland finns även Sixteenth Air Force/Air Forces Cyber (16 AF) som är flygvapenkomponenten till United States Cyber Command och till National Security Agency. 16 AF bildades den 11 oktober 2019 som en sammanslagning av 25 AF och 24 AF.

## Randolph Air Force Base (JBSA-Randolph)

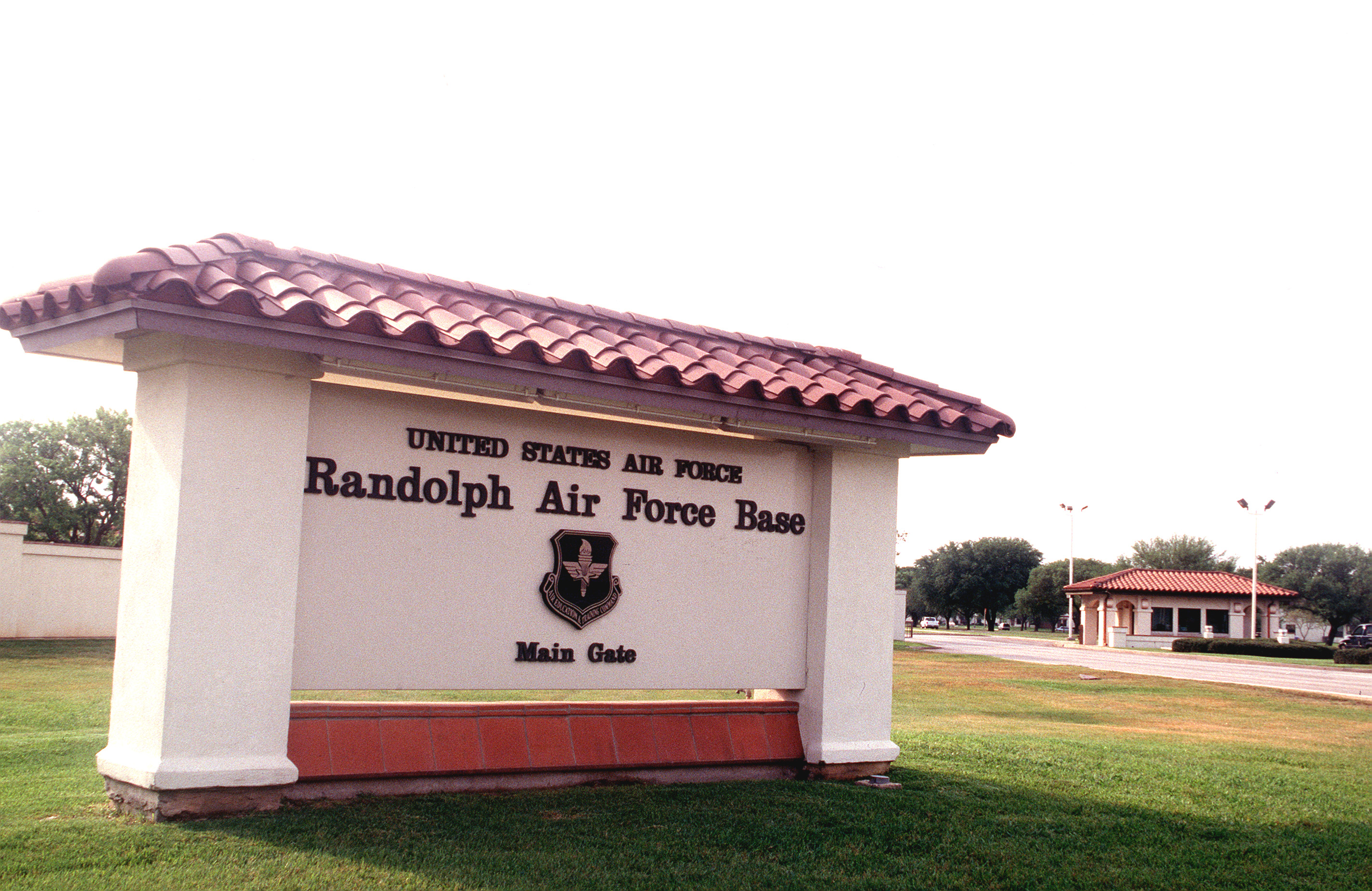
Entréskylt till Randolph Air Force Base, 1995.

Randolph Air Force Base (IATA: RND, ICAO: KRND, FAA LID: RND) är en militärflygplats i Universal City utanför San Antonio. 
På Randolph Air Force Base (29°31′46″N 098°16′44″V / 29.52944°N 98.27889°V) finns högkvarteret för Air Education and Training Command, ett huvudkommando inom USA:s flygvapen som ansvarar för utbildningsenheter (bortsett från U.S. Air Force Academy som är fristående). Här finns även 12th Flying Training Wing som sköter pilotutbildning inom flygvapnet, däribland utbildning i T-6 Texan II, T-38 Talon samt T-1 Jayhawk.